# Lupus (Gruppe)
Lupus war eine Frankfurter Widerstandsgruppe gegen den Nationalsozialismus.

## Dauer und Beteiligte
Die Gruppe bestand aus Studenten der Johann-Wolfgang-Goethe-Universität und, teilweise in gleicher Person, Offizieren der Wehrmacht. Sie war spätestens seit dem Frühjahr 1943 bis zu den Ereignissen des 20. Juli 1944 aktiv. Den Namen Lupus erhielt sie von einem beteiligten Offizier, einem Hauptmann mit Namen Wolf. Auch ein zweites namentlich bekanntes Mitglied war Offizier, Oberleutnant Adalbert Fahrenholz. Treffpunkt war auch das Café Laumer.

## 20. Juli 1944
Bei der Vorbereitung des Anschlages von Claus Schenk Graf von Stauffenberg auf Adolf Hitler wurde geplant, dass die Gruppe, nachdem das Unternehmen Walküre angelaufen war, im Frankfurter Stadtteil Fechenheim eine dort liegende SS-Einheit mit Hilfe zweier regulärer Einheiten der Wehrmacht überwältigen und entwaffnen sollte. Das Stichwort Walküre erreichte am 20. Juli 1944 die Verschwörer nicht, vier der Mitglieder der Gruppe warteten bis 17:00 Uhr nachmittags, die Frankfurter Stadtkommandantur verweigerte danach die Zustimmung zur Ausführung des Planes.
Adalbert Fahrenholz wurde eine Woche später verhaftet und von der Gestapo vernommen, auch unter Androhung von Folter. Da die Gruppe aber keinerlei schriftliche Aufzeichnungen hinterlassen hatte, war ihm eine Beteiligung insoweit nicht nachzuweisen. Am 30. Juli 1944 wurde er freigelassen. Fahrenholz verstarb 2007.

## Quelle
- Artikel der FNP